# Alim Pedro
Alim Pedro (Rio de Janeiro, 1907 — Rio de Janeiro, 1975) foi um engenheiro e político brasileiro.

## Biografia
Alim Pedro nasceu no estado do Rio de Janeiro, em 1907, e deixou descendência, na capital fluminense, de seu casamento com Ruth Pedro (? - Rio de Janeiro, 1999).
Diplomou-se em engenharia civil pela Escola Politécnica do Rio de Janeiro.
Na área pública, iniciou sua jornada ao assumir a presidência do Instituto de Aposentadoria e Pensões dos Industriários (I.A.P.I.), criado nos moldes do I.A.P.B., tendo sido nomeado para este cargo pelo Presidente Eurico Gaspar Dutra em janeiro de 1946.
Após o suicídio de Getúlio Vargas em agosto de 1954 e a posse do vice-presidente Café Filho, líderes políticos cariocas indicaram seu nome para o cargo de prefeito do então Distrito Federal. Com apoio do Partido Libertador (PL) e da União Democrática Nacional (UDN), obteve aprovação unânime no Senado, assumindo a prefeitura em setembro de 1954.
Foi prefeito do então Distrito Federal, de 4 de setembro de 1954 a 17 de novembro de 1955.Em sua administração foi concluída a primeira etapa das obras de construção da adutora do Guandu, a estação Castelo de transportes urbanos, entre outras iniciativas.
Deixou a prefeitura após o afastamento de Café Filho e Carlos Luz da presidência da República, sendo substituído interinamente em novembro de 1955 por Eitel de Oliveira Lima.